# Melanerpes lewis
El carpintero de Lewis (Melanerpes lewis) es una especie de pájaro carpintero norteamericano del género Melanerpes. Su área de distribución se extiende desde el noroeste de México hasta el suroeste de Canadá.